# Santa Fe (New Mexico)
Santa Fe [ˌsæntəˈfeɪ] (vollständiger Name La Villa Real de la Santa Fe de San Francisco de Asís, spanisch für „Die königliche Stadt des heiligen Glaubens des heiligen Franziskus von Assisi“) ist die Hauptstadt des US-Bundesstaats New Mexico. Sie liegt im Santa Fe County auf etwa 2000 Metern Höhe über dem Meeresspiegel im nördlichen Teil des Staates, nahe der Sangre de Cristo Range mit über 3000 m aufragenden Bergen. Die Bevölkerungszahl der Stadt betrug bei der Volkszählung von 2020 87.505.

## Geschichte

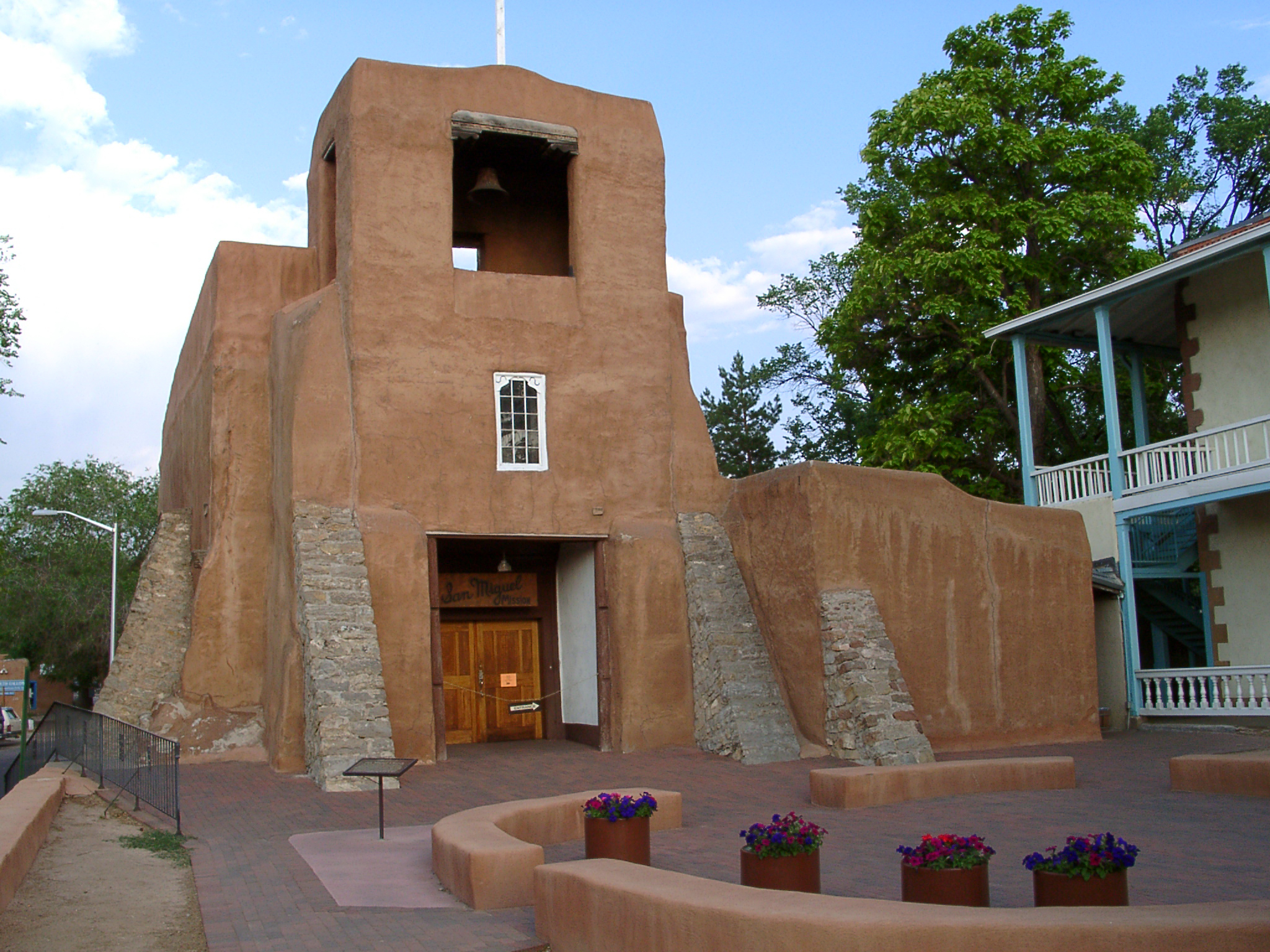
Die San Miguel Chapel in Santa Fe wurde im Jahr 1610 erbaut und ist damit die älteste Kirche in den Vereinigten Staaten

Bereits im 12. Jahrhundert bestand an der Stelle der heutigen Stadt eine Indianersiedlung. Im 16. Jahrhundert kamen die ersten Spanier. 1610 wurde Santa Fe Sitz des Gouverneurs der Provinz Nuevo Méjico des Vizekönigreiches Neuspanien. Santa Fe ist damit die älteste Hauptstadt in den Vereinigten Staaten. Die «Pilgerväter» mit ihrem Schiff Mayflower betraten erst mehr als zehn Jahre später die Ostküste der heutigen Vereinigten Staaten.
Ab 1820 war Santa Fe das wichtigste Zentrum des Handels mit den Vereinigten Staaten über den Santa Fe Trail. Aufgrund seiner Geschichte hat Santa Fe mehrere historische Gebäude, darunter das älteste öffentliche Gebäude, den Gouverneurspalast von 1610, und die älteste Kirche der Vereinigten Staaten, die San-Miguel-Kapelle, die im selben Jahr errichtet wurde.

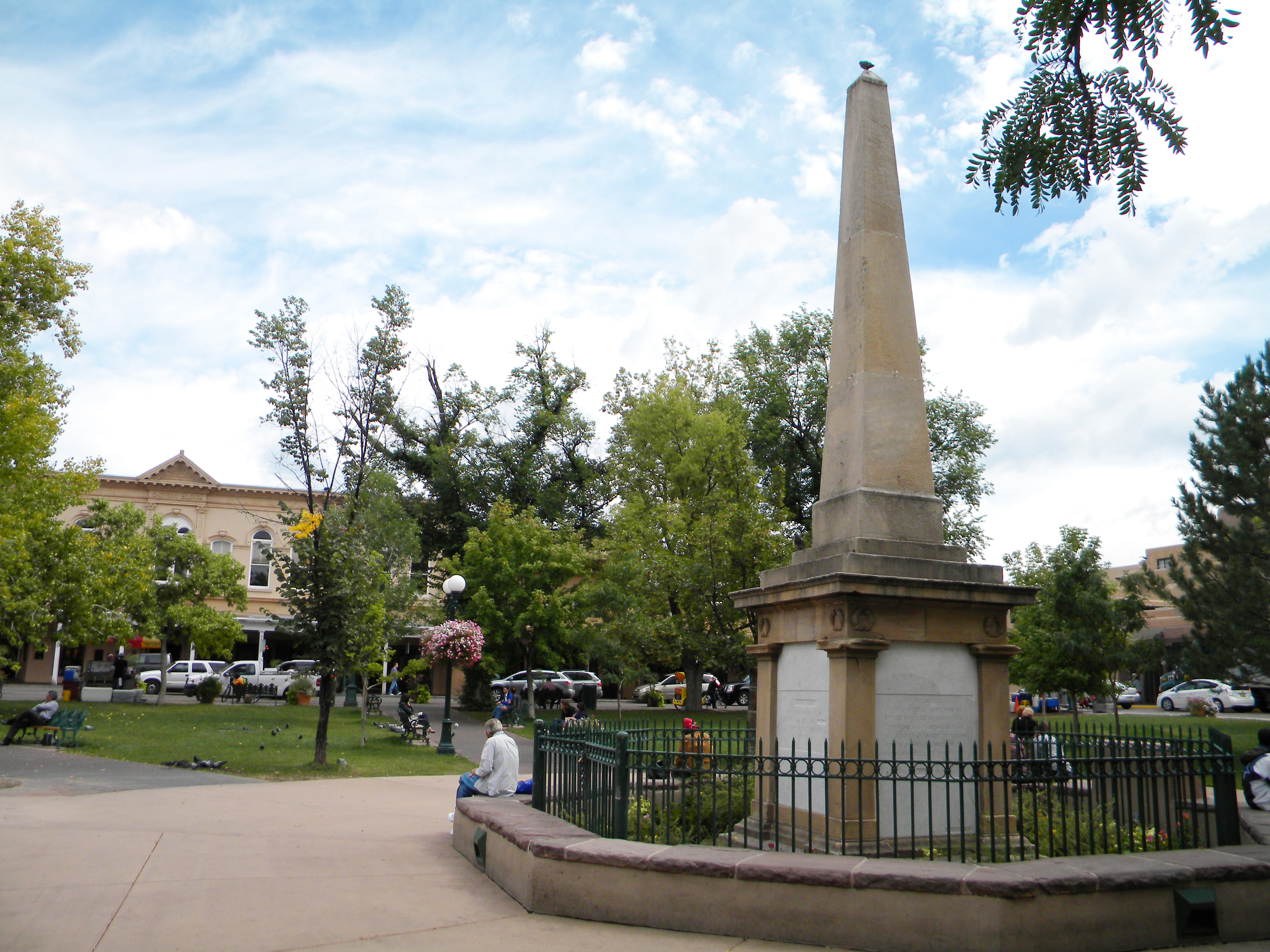
Santa Fe Plaza (2012)

Der National Park Service weist für Santa Fe vier National Historic Landmarks aus: den Palace of the Governors, die Santa Fe Plaza, den Barrio De Analco Historic District und das National Park Service Southwest Regional Office. 63 Bauwerke und Stätten der Stadt sind im National Register of Historic Places (NRHP) eingetragen (Stand 6. März 2020).

## Einwohnerentwicklung
| Jahr | Einwohner |
| ---- | --------- |
| 1980 | 48.953    |
| 1990 | 56.537    |
| 2000 | 62.203    |
| 2010 | 67.947    |
| 2016 | 83.875    |
| 2020 | 87.505    |

## Kultur
Santa Fe ist heute mit rund 200 Galerien einer der bedeutendsten Orte der amerikanischen Kunstszene. Bereits Mitte des 20. Jahrhunderts erkannten die Stadtväter die Bedeutung der Bewahrung und Verschönerung des Stadtbilds. So wurde es zur Pflicht gemacht, jeden Neubau im traditionellen Pueblo-Baustil, der Adobe-Bauweise, zu errichten. Erhaltene Gebäude und Anlagen wurden unter Denkmalschutz gestellt und restauriert. Das Ergebnis ist ein Stadtbild, das mit dem keiner anderen Stadt dieser Größe in den Vereinigten Staaten vergleichbar ist. Die Identifikation der Einwohner mit ihrer Stadt und die große Anziehungskraft auf Künstler und Urlauber beruht maßgeblich auf dieser Stadtplanung.
Seit 1953 besteht das Museum of International Folk Art.

## Medien
- KSFR, Public Radio Station, White Rock

## Wissenschaft
1984 erlangte der Wissenschaftsstandort Santa Fe weltweite Bedeutung durch die Gründung des Santa Fe Institute, das als Ausgangspunkt der Theorie komplexer Systeme angesehen wird. Bedeutende Wissenschaftler wie die Nobelpreisträger Murray Gell-Mann (Physik), Philip Warren Anderson (Physik) und Kenneth Arrow (Volkswirtschaftslehre) kamen hier zusammen, um Santa Fe als Zentrum einer neuen Wissenschaft zu etablieren.
Die Großforschungseinrichtung Los Alamos National Laboratory liegt ca. 30 Meilen nordwestlich der Stadt.
1976 wurde ein Marskrater nach der Stadt benannt.

## Verkehr
Der  Flughafen Santa Fe wird (Stand 1/2024) durch United Airlines und American Airlines via Dallas, Denver und Phoenix angeflogen.

## Söhne und Töchter der Stadt
- Donaciano Vigil (1802–1877), Territorialgouverneur von New Mexico
- Arthur Seligman (1873–1933), von 1931 bis 1933 der 9. Gouverneur von New Mexico
- Charles Armijo Woodruff (1884–1945), Marineoffizier
- Frank V. Ortiz, Jr. (1926–2005), Diplomat
- Lori Nelson (1933–2020), Schauspielerin
- John Dendahl (1938–2013), Politiker der Republikaner und Kolumnist
- Tim Wirth (* 1939), Politiker
- Andrew Noren (1943–2015), avantgardistischer Filmregisseur und Filmproduzent
- Ben R. Luján (* 1972), Politiker (Demokratische Partei)
- Adrian Grenier (* 1976), Schauspieler und Musiker
- Olivia O’Lovely (* 1976), Pornodarstellerin
- Leroy Petry (* 1979), Sergeant First Class
- Aviva Baumann (* 1984), Schauspielerin
- America Young (* 1984), Schauspielerin, Synchronsprecherin, Regisseurin, Stuntfrau und -koordinatorin

## Partnerstädte
- Santa Fe, Spanien (1983)
- Hidalgo del Parral, Mexiko (1984)
- Buchara, Usbekistan (1988)
- Tsuyama, Japan (1992)
- San Miguel de Allende. Mexiko (1992)
- Sorrent, Italien (1995)
- Holguín, Kuba (2001)
- Zhangjiajie, China (2009)
- Livingstone, Sambia (2012)
- Icheon, Südkorea (2013)